# Regadas
Regadas (francès Régades) és un municipi del departament francès de l'Alta Garona, a la regió d'Occitània.

## Administració
Alcalde (2001-214): Marlène Gasto 
Municipi que pertany a la vuitena circumscripció de l'Alta Garona.